# Houchin
Houchin település Franciaországban, Pas-de-Calais megyében. Lakosainak száma 735 fő (2022. január 1.). Houchin Barlin, Drouvin-le-Marais, Haillicourt, Hesdigneul-lès-Béthune, Nœux-les-Mines, Ruitz és Vaudricourt községekkel határos.

## Népesség
A település népességének változása:
| Lakosok száma | 695  | 701  | 718  | 718  | 716  | 710  | 718  | 727  | 735  |
|               | 2013 | 2015 | 2016 | 2017 | 2018 | 2019 | 2020 | 2021 | 2022 |